# Carpenters
Carpenters foi um duo musical estadunidense composto pelos irmãos Karen (1950–1983) e Richard Carpenter (n. 1946). Com seu estilo melódico, venderam mais de 90 milhões de álbuns e singles mundialmente, tornando-se representantes do soft rock e se incluindo entre os artistas mais representativos da década de 1970. Embora fossem referidos como "The Carpenters", o nome oficial do duo era simplesmente «Carpenters». Durante a década de 1970, quando bandas de rock pesado faziam muito sucesso, Richard e Karen produziram uma música suave, e bem distinta, que os alçou entre os artistas que mais venderam discos em todos os tempos.
Durante a carreira de aproximadamente 14 anos, os Carpenters gravaram onze álbuns, que produziram diversos singles bem-sucedidos, como "We've Only Just Begun", "(They Long to Be) Close to You", e a regravação de "Please Mr. Postman". As turnês do duo passaram por diversos países, incluindo Estados Unidos, Reino Unido, Japão, Austrália, Países Baixos, Brasil, e Bélgica. A carreira da dupla chegou ao fim com a morte de Karen, em fevereiro de 1983, devido a uma parada cardíaca em função de complicações da anorexia nervosa. A cobertura jornalística dada ao fato na época aumentou a consciência da opinião pública sobre as consequências das disfunções alimentares.

## História

### Antes dos Carpenters

#### Infância
Os irmãos Carpenter nasceram no Grace-New Haven Hospital (agora chamado Yale-New Haven Hospital) em New Haven, Connecticut, filhos de Harold Bertram Carpenter (1908–1988) e Agnes Reuwer (nascida Tatum, 1915–1996). Harold nasceu em Wuzhou, China, mudando-se para a Grã-Bretanha em 1917 e para os Estados Unidos em 1921, enquanto Agnes nasceu e cresceu em Baltimore, Maryland. Eles se casaram em 9 de abril de 1935. Seu primeiro filho, Richard Lynn, nasceu em 15 de outubro de 1946, enquanto Karen Anne nasceu em 2 de março de 1950. Richard era uma criança quieta que passava a maior parte do tempo em casa ouvindo Rachmaninoff, Tchaikovsky, Red Nichols e Spike Jones, e tocando piano. Karen era amigável e extrovertida. Gostava de praticar esportes, inclusive softball com as crianças da vizinhança, mas ainda passava muito tempo ouvindo música. Ela gostava de dançar e começou a ter aulas de balé e sapateado aos quatro anos. Karen e Richard eram próximos e compartilhavam um interesse comum pela música. Em particular, eles se tornaram fãs de Les Paul e Mary Ford, cuja música apresentava várias vozes e instrumentos dobrados. Richard começou a estudar piano aos oito anos, mas rapidamente ficou frustrado com a direção formal das aulas e desistiu depois de um ano. A partir dos 11 anos começou a aprender sozinho a tocar de ouvido e voltou a estudar com outro professor. Desta vez, ele teve mais interesse em aprender e costumando praticar em casa. Aos 14 anos, ele se interessou em se apresentar profissionalmente e começou a estudar na Yale School of Music.
Em junho de 1963, a família Carpenter mudou-se para Downey, subúrbio de Los Angeles, esperando que isso significasse melhores oportunidades musicais para Richard. Ele foi convidado para ser o organista de casamentos e serviços na igreja metodista local, Em vez de tocar hinos tradicionais, às vezes ele reorganizava canções contemporâneas dos Beatles em um estilo "igreja". No final de 1964, Richard se matriculou no California State College em Long Beach, onde conheceu o futuro parceiro de composição John Bettis, Wesley Jacobs, um amigo que tocava baixo e tuba para o Richard Carpenter Trio, e o diretor de coral Frank Pooler, que co-escreveu o padrão de Natal "Merry Christmas Darling" em 1966.
Nesse mesmo ano, Karen se matriculou na Downey High School, onde descobriu que tinha talento para tocar bateria. Ela inicialmente tentou tocar glockenspiel, mas foi inspirada por seu amigo Frankie Chavez, que tocava bateria desde os três anos. Ela ficou entusiasmada com a bateria e começou a aprender peças complexas, como "Take Five" de Dave Brubeck. Chávez convenceu seus pais a comprar uma bateria Ludwig no final de 1964, e ela começou a ter aulas com músicos de jazz locais, incluindo como ler música de concerto. Ela rapidamente substituiu o kit básico por um grande conjunto Ludwig que era semelhante ao do baterista de Brubeck, Joe Morello. Richard e Karen fizeram sua primeira apresentação pública juntos em 1965, como parte da banda, para uma produção local de Guys and Dolls.

#### Richard Carpenter Trio e Spectrum
Em 1965, Karen já praticava bateria há um ano, e Richard estava refinando suas técnicas de piano sob as aulas de Pooler. No final daquele ano, Richard se juntou a Jacobs, que tocava tuba e contrabaixo. Com Karen na bateria, os três formaram o Richard Carpenter Trio orientado para o jazz. Richard liderou a banda e escreveu todos os arranjos, e eles começaram a ensaiar diariamente. Ele comprou um gravador e começou a fazer gravações do grupo. Originalmente, nem Karen nem Richard cantavam; O amigo de Richard, Dan Friberg, ocasionalmente tocava trompete, junto com a vocalista convidada Margaret Shanor.
Posteriormente, Karen tornou-se mais confiante para cantar e começou a ter aulas com Frank Pooler. Ele ensinou a ela uma mistura de canto clássico e pop, mas percebeu que ela gostava mais de apresentar o novo material de Richard. Pooler disse mais tarde, "Karen era uma cantora pop nata". No início de 1966, Karen participou de uma sessão noturna no estúdio de garagem do baixista Joe Osborn, em Los Angeles, e se juntou ao futuro colaborador e letrista dos Carpenters, John Bettis, em uma sessão demo em que Richard acompanharia Friberg. Solicitada a cantar, ela se apresentou para Osborn, que ficou imediatamente impressionado com suas habilidades vocais. Ele contratou Karen para sua gravadora, Magic Lamp Records, e Richard para seu braço editorial, Lightup Music. A gravadora lançou um single com duas composições de Richard, "Looking for Love" e "I'll Be Yours". Além dos vocais de Karen, a faixa foi acompanhada pelo Richard Carpenter Trio. O single não foi um sucesso comercial devido à falta de promoção, e a gravadora fechou no ano seguinte.
Em meados de 1966, o Richard Carpenter Trio entrou na competição anual Battle of the Bands do Hollywood Bowl. Eles tocaram uma versão instrumental de "Garota de Ipanema" e sua própria peça, "Iced Tea". Eles venceram a competição em 24 de junho e assinaram com a RCA Records. Eles gravaram canções como "Every Little Thing" dos Beatles e "Strangers in the Night" de Frank Sinatra. Um comitê revisou suas gravações e optou por não produzi-las, então o trio foi dispensado da RCA.
Karen se formou no colegial no início de 1967 e recebeu o prêmio John Philip Sousa Band. Posteriormente, ela se juntou a Richard em Long Beach State como estudante de música. Osborn permitiu que Karen e Richard continuassem a usar seu estúdio para gravar fitas demo. Como eles tinham tempo de estúdio ilimitado, Richard decidiu experimentar fazer overdubbing da voz dele e da de Karen para criar um grande som de coral.
Em 1967, Jacobs saiu para estudar música clássica e se juntar à Detroit Symphony Orchestra, e o Richard Carpenter Trio se desfez. Richard e Bettis foram então contratados como músicos em uma lanchonete na Disneyland's Main Street, EUA. Esperava-se que eles tocassem canções da virada do século 20 de acordo com o tema da loja. Os clientes da loja tinham outras ideias; muitos pediram aos músicos que tocassem música popular atual. Quando a dupla tentou agradar seus clientes e honrar os pedidos, eles foram demitidos por um supervisor da Disneylândia, Victor Guder, por serem "muito radicais". Bettis e Richard ficaram insatisfeitos com a demissão e escreveram a música "Mr. Guder" sobre seu ex-superior.
Richard e Karen então se juntaram a estudantes de música do estado de Long Beach para formar a banda Spectrum. O grupo incluía Bettis na guitarra, que começou a escrever as letras das canções de Richard, o guitarrista Gary Sims, o baixista Dan Woodhams e o vocalista Leslie "Toots" Johnston. O grupo enviou demos para várias gravadoras em Los Angeles, com pouco sucesso. Parte do problema era o som middle-of-the-road do grupo, que era diferente do rock psicodélico popular nos clubes. O amigo de Richard, Ed Sulzer, conseguiu reservar um tempo no United Audio Recording Studio em Santa Ana, e o grupo gravou várias canções originais, incluindo "Candy" (que se tornou "One Love" no álbum autointitulado dos Carpenters de 1971). Richard comprou um piano elétrico Wurlitzer como instrumento adicional para complementar seu piano acústico no palco. Spectrum se apresentou regularmente na boate Whiskey a Go Go em Los Angeles, incluindo a abertura para Steppenwolf no início da carreira do grupo.
Em 1968, o Spectrum se separou, achando difícil conseguir shows, já que sua música não era considerada "dançante" pelos padrões do rock and roll. Tendo desfrutado de seus experimentos de som multicamadas no estúdio de Osborn, Richard e Karen decidiram se tornar formalmente uma dupla, chamando a si mesmos de Carpenters. No final do ano, a dupla recebeu uma oferta para participar do programa de televisão Your All American College Show. Sua apresentação no programa, tocando um cover de "Dancing in the Street", foi sua primeira aparição na televisão, com o novo baixista Bill Sissoyev. O programa teve um vencedor semanal com todos os vencedores semanais competindo nas semifinais e finais ao final de 12 semanas. A final apresentando "The Dick Carpenter Trio" foi ao ar em 31 de agosto de 1968.
Karen também fez o teste como vocalista em Kenny Rogers e The First Edition, mas não teve sucesso. A essa altura, Sulzer havia se tornado o empresário do grupo, enquanto a dupla continuava a gravar demos com Osborn, uma das quais foi enviada para a A&M Records por meio de um amigo de Sulzer. Ao mesmo tempo, a dupla foi convidada a fazer um teste para uma campanha publicitária da Ford Motor Company, que incluía $ 50.000 cada e um automóvel Ford novinho em folha. O grupo aceitou a oferta, mas rapidamente a retirou após receber uma oferta formal da A&M. O dono da gravadora, Herb Alpert, ficou intrigado com a voz de Karen, dizendo mais tarde "Isso me tocou ... senti que era a hora". Ao conhecer a dupla, Alpert disse: "Espero que possamos ter alguns sucessos!"

### Os Carpenters

#### Offering (Ticket to Ride)
Richard e Karen Carpenter assinaram com a A&M Records em 22 de abril de 1969. Como Karen tinha 19 anos e era menor de idade, seus pais tiveram que co-assinar. A dupla havia decidido assinar como "Carpenters", sem o artigo definido, o que foi influenciado por nomes como Buffalo Springfield ou Jefferson Airplane, que consideravam "hip".
Quando os Carpenters assinaram com a A&M Records, eles tiveram rédea solta no estúdio para criar um álbum em seu próprio estilo. A gravadora recomendou que Jack Daugherty o produzisse, embora os presentes tenham sugerido que Richard era o produtor de fato. A maior parte do material do álbum já havia sido escrita e executada com o Spectrum. "Your Wonderful Parade" e "All I Can Do" vieram de demos gravadas com Osborn. Richard reorganizou Ticket to Ride dos Beatles em um estilo melancólico de balada. Osborn tocou baixo no álbum (e permaneceu como baixista regular de estúdio ao longo de sua carreira). Karen também tocou baixo em "All of My Life" e "Eve", depois de aprender as partes relevantes com Osborn. O álbum, intitulado Offering, foi lançado em 9 de outubro de 1969, com uma recepção crítica positiva. Uma crítica na Billboard disse: "Com suporte de programação de rádio, Carpenters deve ter um grande sucesso em suas mãos."
"Ticket to Ride" foi lançado como single em 5 de novembro e se tornou um pequeno sucesso para os Carpenters, alcançando a 54ª posição na Billboard Hot 100 e o Top 20 da parada Adult Contemporary. O álbum vendeu apenas 18 mil cópias em sua tiragem inicial, perdendo para a A&M, mas após a descoberta subsequente dos Carpenters, o álbum foi reembalado e reeditado internacionalmente sob o nome de Ticket to Ride e vendeu 250 mil cópias.

#### The Singles: 1974–1978
No lugar de um novo álbum de 1978, uma segunda compilação, "The Singles: 1974–1978", foi lançada no Reino Unido, onde alcançou o segundo lugar nas paradas. Nos Estados Unidos, seu primeiro álbum de Natal, Christmas Portrait, tornou-se um favorito sazonal e foi certificado como platina. Richard disse mais tarde que o álbum deveria ter sido lançado como o primeiro álbum solo de Karen. Foi logo seguido pelo especial de televisão The Carpenters: A Christmas Portrait. Durante as sessões, várias canções não natalinas foram gravadas, como "Where Do I Go from Here", que só foi lançada após a morte de Karen.

#### Morte de Karen
Em 1º de fevereiro de 1983, Karen e Richard se encontraram para jantar e discutiram planos futuros para os Carpenters, incluindo um retorno às turnês. Em 3 de fevereiro, Karen visitou seus pais e discutiu a finalização de seu divórcio de Burris. Na manhã seguinte, sua mãe a encontrou deitada inconsciente no chão de um closet e ela foi levada às pressas para o hospital. Depois que Richard e seus pais passaram 20 minutos em uma sala de espera, um médico entrou e disse que Karen havia morrido. A autópsia afirmou que sua morte foi causada por "cardiotoxicidade de emetina devido a ou como consequência de anorexia nervosa". No resumo anatômico, o primeiro item foi insuficiência cardíaca, seguido de anorexia. A terceira descoberta foi a caquexia, que é um peso extremamente baixo e fraqueza e declínio geral do corpo associado a doenças crônicas. A cardiotoxicidade da emetina implicava que Karen abusava do xarope de ipecacuanha, embora não houvesse outras evidências sugerindo que ela o fazia, pois seu irmão e sua família nunca encontraram frascos de ipecacuanha em seu apartamento, mesmo após sua morte.
O funeral de Karen foi na Igreja Metodista Unida de Downey em 8 de fevereiro de 1983. Mais de mil pessoas compareceram, entre elas estavam suas amigas Dorothy Hamill, Olivia Newton-John, Petula Clark, Dionne Warwick e Herb Alpert.
Em 12 de outubro de 1983, os Carpenters receberam uma estrela na Calçada da Fama de Hollywood. Richard, Harold e Agnes Carpenter compareceram à inauguração, assim como muitos fãs. A morte de Karen chamou a atenção da mídia para a anorexia nervosa e condições relacionadas, como a bulimia nervosa, que eram pouco conhecidas na época.

### Depois dos Carpenters

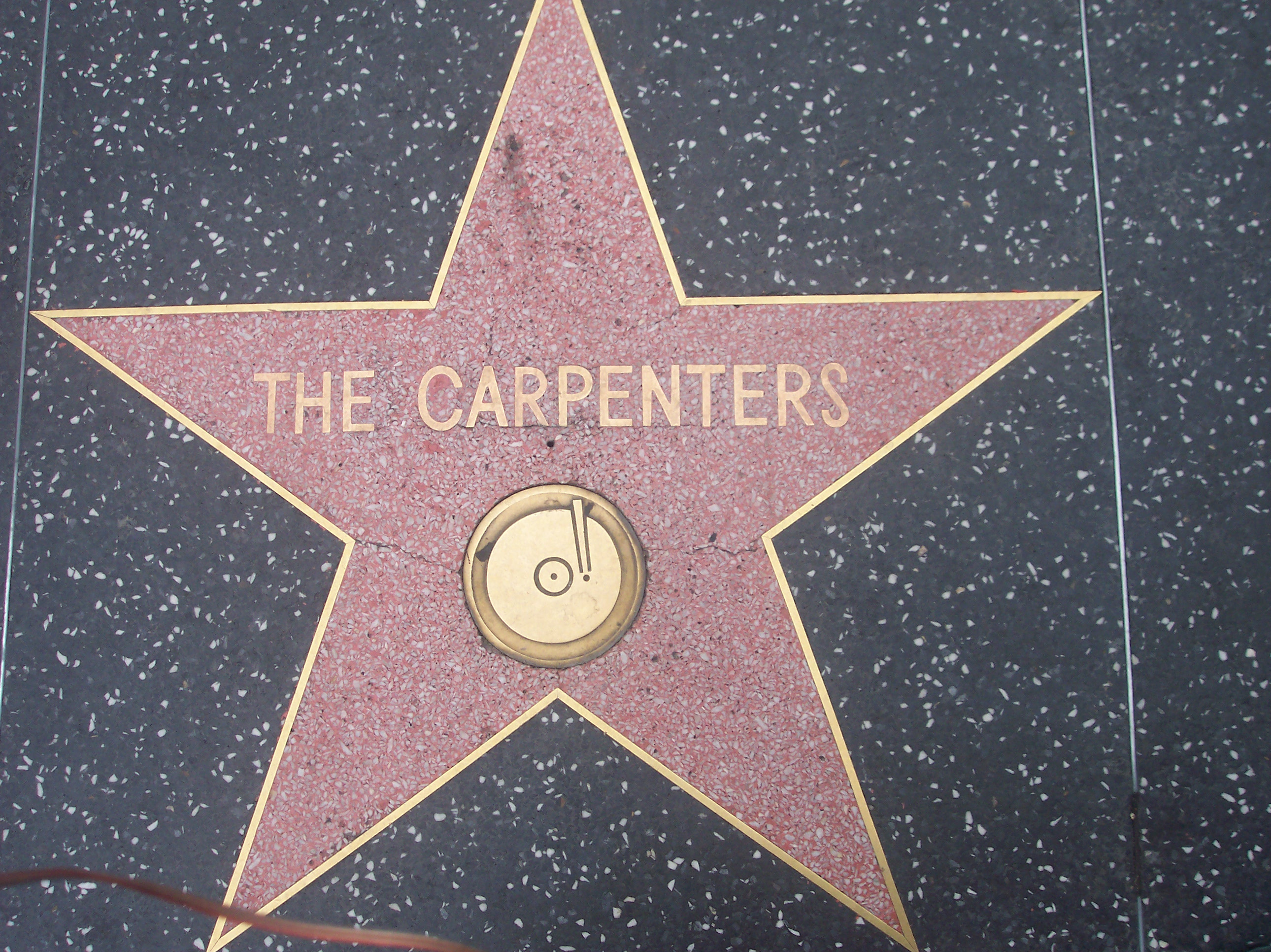
A estrela da dupla na Calçada da Fama

Após a morte de Karen, Richard continuou a produzir canções da dupla, incluindo vários álbuns de material inédito e inúmeras compilações. O póstumo Voice of the Heart foi lançado no final de 1983 e incluía algumas faixas de Made in America e álbuns anteriores. Ele atingiu o número 46 e obteve a certificação ouro. Dois singles foram lançados: Make Believe It's Your First Time, uma segunda versão de uma canção que Karen gravou para seu álbum solo, e Your Baby Doesn't Love You Anymore.
Para a segunda temporada de Natal após a morte de Karen, Richard construiu um novo álbum de Natal dos Carpenters intitulado An Old-Fashioned Christmas, usando outtakes de Christmas Portrait e gravando novo material em torno dele. Richard lançou seu primeiro álbum solo, Time, em 1987, compartilhando os vocais entre ele, Dionne Warwick e Dusty Springfield. A faixa When Time Was All We Had foi uma homenagem a Karen. No mesmo ano, Todd Haynes lançou o curta Superstar: The Karen Carpenter Story, que trazia bonecas Barbie como elenco principal. Richard se opôs ao uso de música no filme sem seu consentimento e obteve uma liminar em 1990 que impediu a exibição do filme. Em 1.º de janeiro de 1989, o especial de televisão The Karen Carpenter Story estreou na CBS, liderando as classificações daquela semana. Incluía os inéditos You're the One e Where Do I Go from Here em sua trilha sonora, que foi lançada no álbum Lovelines no final daquele ano.
Richard casou-se com sua prima (adotada), Mary Rudolph, em 19 de maio de 1984. Juntos, eles têm quatro filhas e um filho e moram em Thousand Oaks, Califórnia, onde o casal é adepto das artes. Em 2004, Richard e sua esposa prometeram um presente de 3 milhões de dólares para a Thousand Oaks Civic Arts Plaza Foundation em memória de Karen. Richard apoiou ativamente o Carpenter Performing Arts Center em sua alma mater, Long Beach State. Ele continua a fazer apresentações em shows, incluindo esforços de arrecadação de fundos para o Carpenter Center.
Em 2007 e 2009, os atuais proprietários da antiga casa da família Carpenter em Newville Avenue, Downey, obtiveram autorização municipal para demolir os edifícios existentes para abrir espaço para estruturas novas e maiores, apesar dos protestos dos fãs. Em fevereiro de 2008, a campanha foi publicada no Los Angeles Times. Naquela época, uma casa adjacente que outrora servia de sede e estúdio de gravação da banda já havia sido demolida e a casa principal estava prestes a ser demolida. A casa original foi capa de Now & Then e foi onde Karen morreu. Nas palavras de um fã, "esta era a nossa versão de Graceland".
Em 25 de junho de 2019, a revista The New York Times listou os Carpenters (como uma dupla e separadamente) entre centenas de artistas cujo material foi supostamente destruído no incêndio da Universal em 2008. Richard disse ao Times que havia sido informado sobre a destruição das fitas master por um funcionário da Universal Music Enterprises enquanto ele estava trabalhando em uma reedição para a gravadora, e somente depois de ter feito investigações múltiplas e persistentes sobre o paradeiro delas.

## Logo
Em 1971, o departamento de artes gráficas da A&M Records contratou a  empresa Craig Braun and Associates para criar a capa do terceiro álbum da dupla, intitulado Carpenters. "Reconheci que seria um grande logo tão logo o vi", diz Richard. Consequentemente, o logo passou a ser utilizado em cada capa dos álbuns dos Carpenters conforme dito por Richard, "para manter as coisas coerentes, dessa forma, cada álbum dos Carpenters desde a criação do logo apresenta-o." O logo não aparece na capa do álbum Passage; entretanto, uma versão reduzida aparece na contracapa.

## Legado
A Rolling Stone classificou os Carpenters em 10º lugar em sua lista das 20 maiores duplas de todos os tempos. Karen Carpenter foi considerada uma das maiores vocalistas femininas de todos os tempos pela Rolling Stone e pela National Public Radio. Paul McCartney disse que ela era "a melhor voz feminina do mundo: melódica, melodiosa e distinta", enquanto Herb Alpert disse que ela era "o tipo de cantora que sentava no seu colo e cantava no seu ouvido".
Pouco depois da morte de Karen, um arquivista de filmes descobriu algumas imagens raras de uma das primeiras aparições dos Carpenters na televisão. O arquivista contatou Richard Carpenter e os dois começaram a ver mais imagens que ele havia encontrado. Quando a divisão britânica da A&M Records soube das descobertas, eles sugeriram que a filmagem fosse transformada em um vídeo para exibição em casa. A peça finalizada, intitulada "Yesterday Once More" tem 55 minutos de duração e combina clipes de filmes antigos e recentes. A&M Video e Richard pretendiam "criar um vídeo que tocasse como um álbum"; todas as músicas foram remixadas dos masters e cada seleção foi colocada na sincronização correta. O vídeo foi lançado no início de 1985.
O cantor pop Michael Jackson era fã da dupla. Ele citou o grupo como uma das primeiras influências enquanto crescia.
Uma reavaliação crítica dos Carpenters ocorreu durante os anos 1990 e 2000 com a realização de vários documentários, como Close to You: Remembering The Carpenters (EUA), The Sayonara (Japão) e Only Yesterday: The Carpenters Story (Reino Unido). Apesar das alegações de que seu som era "muito suave" para cair na definição de rock and roll, existem grandes campanhas e petições para introduzir os Carpenters no Hall da Fama do Rock and Roll.
Tanto "We've Only Just Begun" quanto "(They Long to Be) Close to You" foram homenageados com prêmios Grammy Hall of Fame por gravações de qualidade duradoura ou significado histórico. As vendas de álbuns e singles dos Carpenters totalizam mais de 90 milhões de unidades, tornando-os um dos artistas musicais mais vendidos de todos os tempos. A cantora japonesa Akiko Kobayashi foi influenciada por Karen Carpenter, e ela pediu a Richard para produzir seu álbum de 1988, City of Angels. Em 1990, a banda de rock alternativo Sonic Youth gravou "Tunic (Song for Karen)" em reconhecimento a seus talentos musicais. Um álbum tributo, If I Were a Carpenter, de artistas contemporâneos como Sonic Youth, Bettie Serveert, Shonen Knife, Grant Lee Buffalo, Matthew Sweet e The Cranberries, foi lançado em 1994 e forneceu uma interpretação de rock alternativo dos sucessos de Carpenters. Richard Carpenter tocou teclado na faixa de Matthew Sweet "Let Me Be the One". O guitarrista Pat Metheny fez um cover de "Rainy Days and Mondays" para seu álbum de covers de canções populares chamado What's It All About, como um tributo à banda. Artistas modernos, como The Bangles e Concrete Blonde, listaram Karen Carpenter como uma influência em suas carreiras. A dupla pop brasileira Sandy & Junior foi considerada os "Carpenters Brasileiros" pela imprensa e gravou uma versão cover de "We Only Just Begun" para seu álbum Internacional (2002).

## Biografias
Em 2021, o historiador de longa data dos Carpenters, Chris May, e o jornalista de entretenimento da Associated Press, Mike Cidoni Lennox, publicaram Carpenters: The Musical Legacy, baseado em entrevistas com Richard Carpenter. Ele apresenta fotografias raras e histórias recém-reveladas por trás da produção dos álbuns. Goldmine disse que o livro "forneceu uma visão sincera e detalhada de muito do que aconteceu com o som dos Carpenters, bem como dos pensamentos pessoais de Richard sobre o mundo da música hoje".

## Discografia

### Álbuns de estúdio
- 1969 - Offering
- 1969 - Ticket to Ride ( Relançamento com nova capa e novo titulo do album Offering)
- 1970 - Close to You
- 1971 - Carpenters
- 1972 - A Song For You
- 1973 - Now & Then
- 1973 - The Singles 69-73
- 1975 - Horizon
- 1976 - A Kind of Hush
- 1977 - Passage
- 1978 - Christmas Portrait
- 1981 - Made in America

### Lançamentos de material inédito
- 1983 - Voice of the Heart
- 1984 - An Old-Fashioned Christmas
- 1989 - Lovelines
- 2004 - As Time Goes By

### Oficiais
- Richard e Karen Carpenter- Página Oficial

### Informações
- Carpenters (em inglês) no AllMusic
- Carpenters (em inglês) no Discogs
- Discografia de Carpenters no MusicBrainz
- Carpenters no Last.fm
- Carpenters. no IMDb.